# 塞维利亚斗牛广场

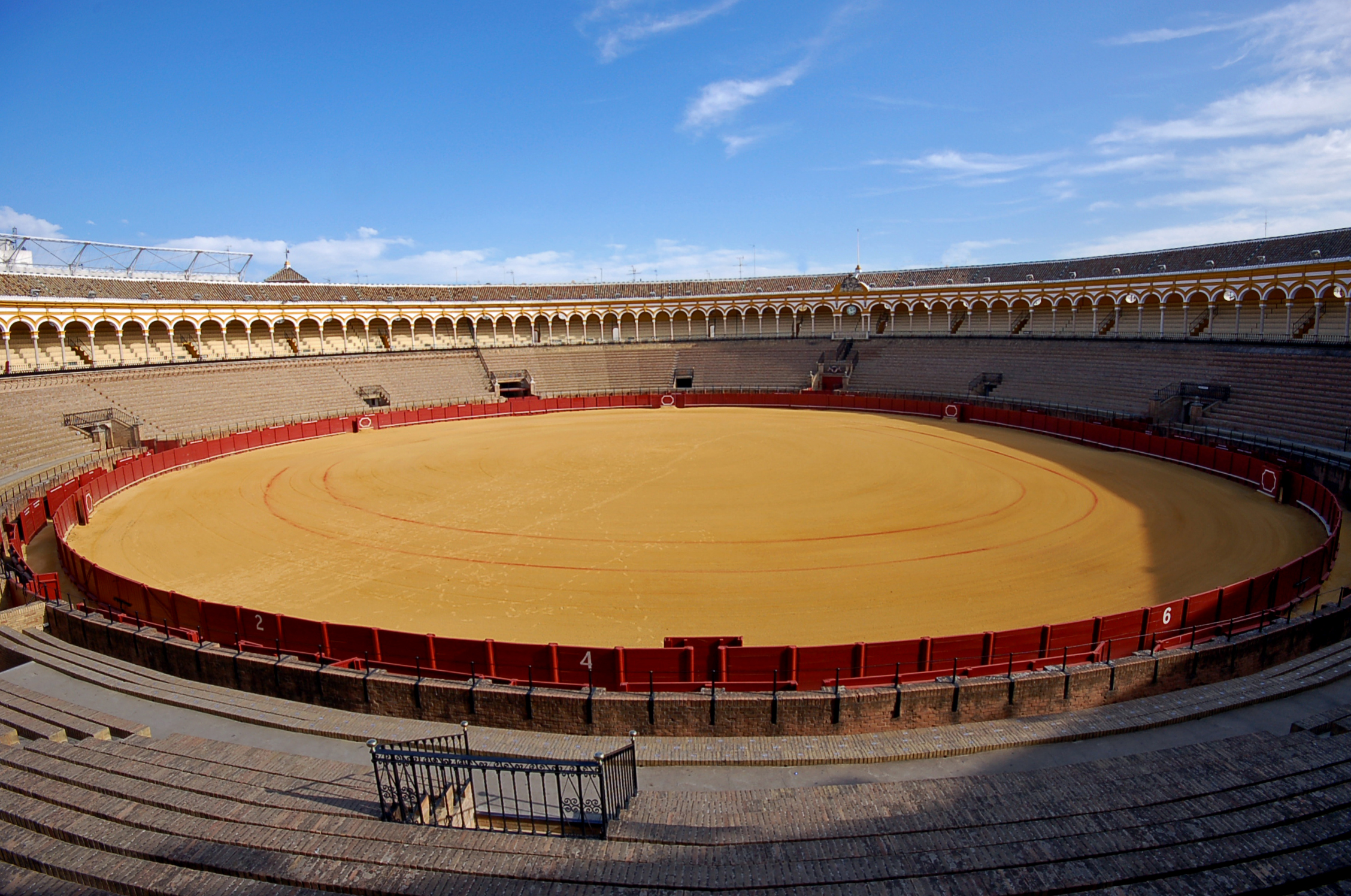
塞维利亚斗牛广场

塞维利亚斗牛广场（Plaza de toros de Sevilla）是西班牙历史最悠久的斗牛场。它是塞维利亚每年举行的“阿布利尔节”的场所，该节为世界上最著名的斗牛节日之一。

## 历史
施工从1749年开始，环形的斗牛场取代原先的矩形斗牛场。在这个早期阶段，施工的负责人为弗朗西斯·桑切斯·德阿拉贡（Francisco Sánchez de Aragón） 和维森特·德圣马丁（Pedroy Vicente de San Martín）。广场内部的正面于1765年完成，共分两个部分：入口的门，成功的斗牛士退出之处；以及剧院的包厢，预留给西班牙王室专用。最上层的部分是四个拱门，上方是一个一个半橙色的拱，其最上方饰以白色和蓝色的瓷砖。雕塑是广场最后的工作，作者为葡萄牙雕塑家卡耶塔诺日·德阿科斯塔（Cayetano de Acosta）。广场为西班牙王子菲利普·德波旁（Felipe de Borbón），腓力五世的儿子而建造。